# Егиндыбулак (Павлодарская область)
Егиндыбулак (каз. Егіндібұлақ) — село в Баянаульском районе Павлодарской области Казахстана. Село входит в состав Кундыкольского сельского округа. Расположено примерно в 34 км к западу от Баянаула и в 16 км к востоку от села Кундыколь. Код КАТО — 553645400.

## Население
Аул был основан в 1905 году на урочище Егиндыбулак. По материалам Всесоюзной переписи населения 1926 года в селе насчитывалось 3 хозяйства, проживало 14 человек. В 1985 году в селе жили 629 человек, в 1999 году население села составляло 619 человек (323 мужчины и 296 женщин). По данным переписи 2009 года, в селе проживало 492 человека (266 мужчин и 226 женщин).